# В чёрной стране
«В чёрной стране» (фр. Au pays noir, 1905) — французский короткометражный художественный фильм Люсьена Нонге.

## Сюжет
Фильм состоял из следующих картин: рабочий посёлок, вход в шахты, спуск, подземные галереи, взрыв рудничного газа, наводнение в шахтах, спасение.

## Художественные особенности
Фильм был целиком снят в студии и являлся инсценированной хроникой событий. Первостепенная роль в фильме отведена декорациям.